# Renat Maria Andrieux
Renat Maria Andrieux SJ, (fra.) René Andrieux (ur. 16 lutego 1742 w Rennes, zm. 3 września 1792 w Paryżu) – francuski zakonnik, błogosławiony Kościoła katolickiego, męczennik, ofiara prześladowań antykatolickich okresu francuskiej rewolucji.
Był synem kupca, a wykształcenie zdobył w miejscowym kolegium jezuickim. Do Towarzystwa Jezusowego wstąpił 27 września 1761 w Paryżu. Ukończył studia seminarium w Laon. Po kasacie zakonu kierował paryskim seminarium Saint Nicolas du Chardonnet, przy którym znajdował się stojący do dziś kościół św. Mikołaja. Włączył się w działalność wspólnoty księży zwanej wspólnotą św. Mikołaja. W cztery lata później kierował działalnością tej placówki wychowującej alumnów z różnych diecezji, a od 1786 roku łącząc te obowiązki z funkcją przełożonego generalnego zgromadzenia.
Aresztowany został 13 sierpnia 1792 roku za odmowę złożenia przysięgi na cywilną konstytucję kleru, swoją postawą dając przykład seminarzystom, którzy również zostali uwięzieni w prowizorycznym więzieniu utworzonym z kościoła i zabudowań przy seminarium Saint Firmin (św. Firmina).
Był jedną z ofiar tak zwanych masakr wrześniowych, w których zginęło 300 duchownych. Wśród 23 zamordowanych jezuitów, wśród 191 beatyfikowanych, był najmłodszą z ofiar licząc w chwili śmierci 50 lat.
Dzienna rocznica śmierci jest dniem kiedy wspominany jest w Kościele katolickim, zaś jezuici wspominają go także 19 stycznia.
Renat Maria Andrieux znalazł się w grupie 191 męczenników z Paryża beatyfikowanych przez papieża Piusa XI 17 października 1926.